# Kıvanç Haznedaroğlu
Kıvanç Haznedaroğlu (* 1. Januar 1981 in Ankara) ist ein türkischer Schachspieler.
Die türkische Einzelmeisterschaft konnte er 2003 gewinnen. Er spielte bei fünf Schacholympiaden: 2000 (für die 2. Mannschaft), 2004 bis 2010. Außerdem nahm er 2010 an der Mannschaftsweltmeisterschaft und sechsmal an der Europäischen Mannschaftsmeisterschaft (1999 bis 2009) teil.
Bei der FIDE-Schachweltmeisterschaft 2004 scheiterte er in der ersten Runde an Wladimir Malachow.
| Die zur Anzeige dieser Grafik verwendete Erweiterung wurde dauerhaft deaktiviert. Wir arbeiten aktuell daran, diese und weitere betroffene Grafiken auf ein neues Format umzustellen. (Mehr dazu) |